# 丽江马先蒿丽江亚种
丽江马先蒿丽江亚种（学名：Pedicularis likiangensis sp. likiangensis）为玄参科马先蒿属下的一个亚种。

## 扩展阅读
- 維基物種上的相關：丽江马先蒿丽江亚种